# Patti McGuire
Patti McGuire (nacida el 5 de septiembre, de 1951 en Dexter, Misuri, Estados Unidos) es una modelo para adultos, una playmate de la revista Playboy y una productora de espectáculos de televisión.
Apareció en las páginas centrales de la edición de noviembre de 1976 en la revista Playboy y luego por los muy interesantes atributos mostrados fue nombrada Playmate del Año en 1977. 
En 1980, se casó con el tenista estadounidense Jimmy Connors, quien antes había tenido un tórrido romance con la también campeona de tenis Chris Evert. Patty y Jimmy tuvieron dos niños. Un niño llamado Brett y una niña llamada Aubree Leigh. Viven en el rancho de la familia en Santa Bárbara, California.
Su predecesora fue Hope Olson y su sucesora Karen Hafter.